# Tenejapa
Tenejapa est une municipalité mexicaine de l'État du Chiapas. En nahuatl, son nom signifie "rivière de chaux". Elle est connue pour son carnaval.

## Histoire
Un groupe tzeltal habitait déjà Tenejapa avant l'arrivée des conquistadors. Puis, les Aztèques exercèrent une influence certaine sur la région.
Dès la seconde moitié du XVIe siècle, les frères dominicains s'y installèrent.
En 1712, les habitants participèrent activement au soulèvement contre les communautés tzeltals de la région de Los Altos.
Lors du recensement du 28 octobre 1900, Tenejapa avait une population de 5 842 habitants.

## Géographie
Tenejapa est limitée au nord et à l'est par le municipio de Chenalhó et San Juan Cancuc, au sud par Huixtán et San Cristóbal de Las Casas et à l'est par San Juan Chamula

## Carnaval

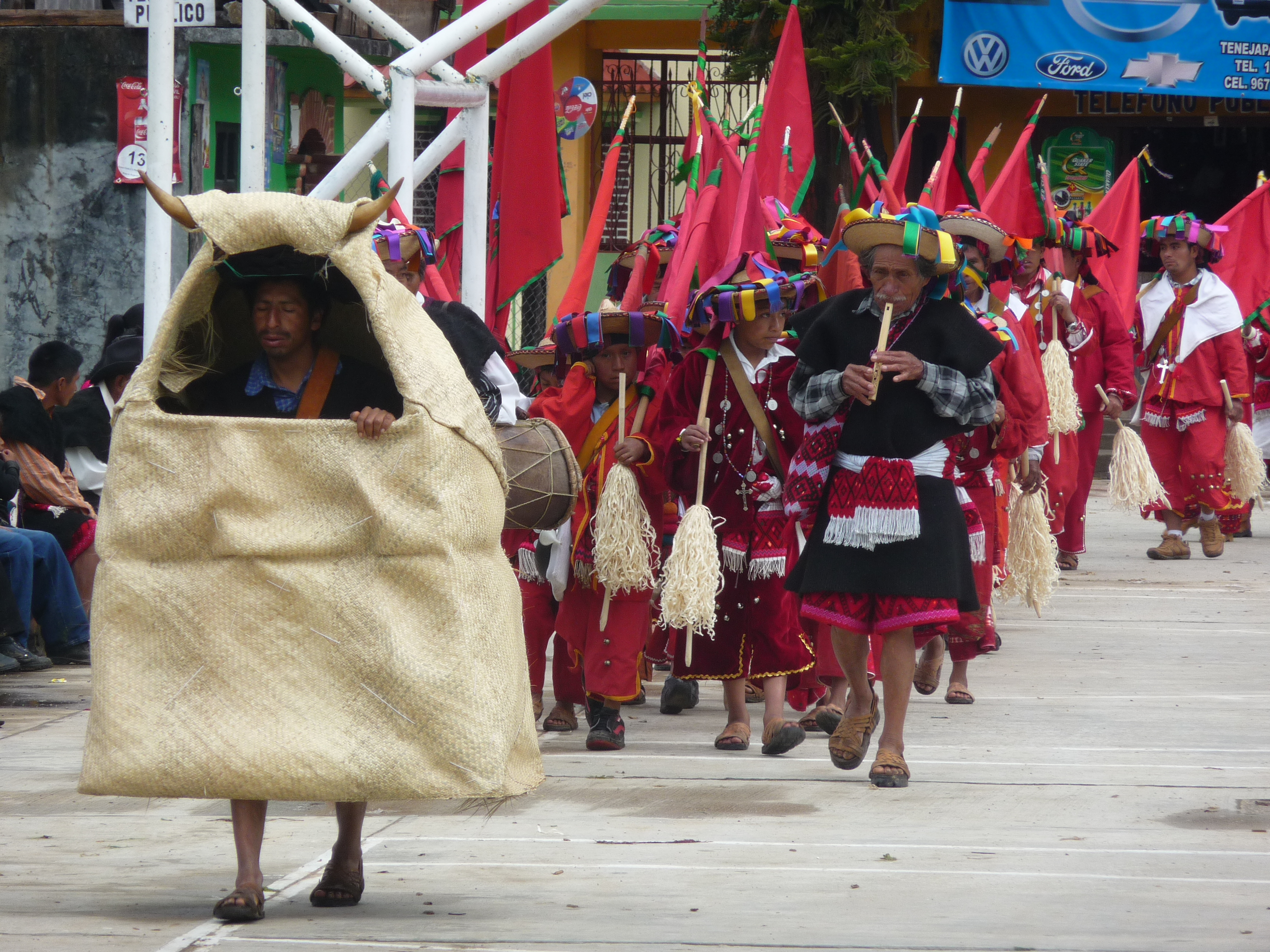
Le carnaval de Tenejapa en 2011

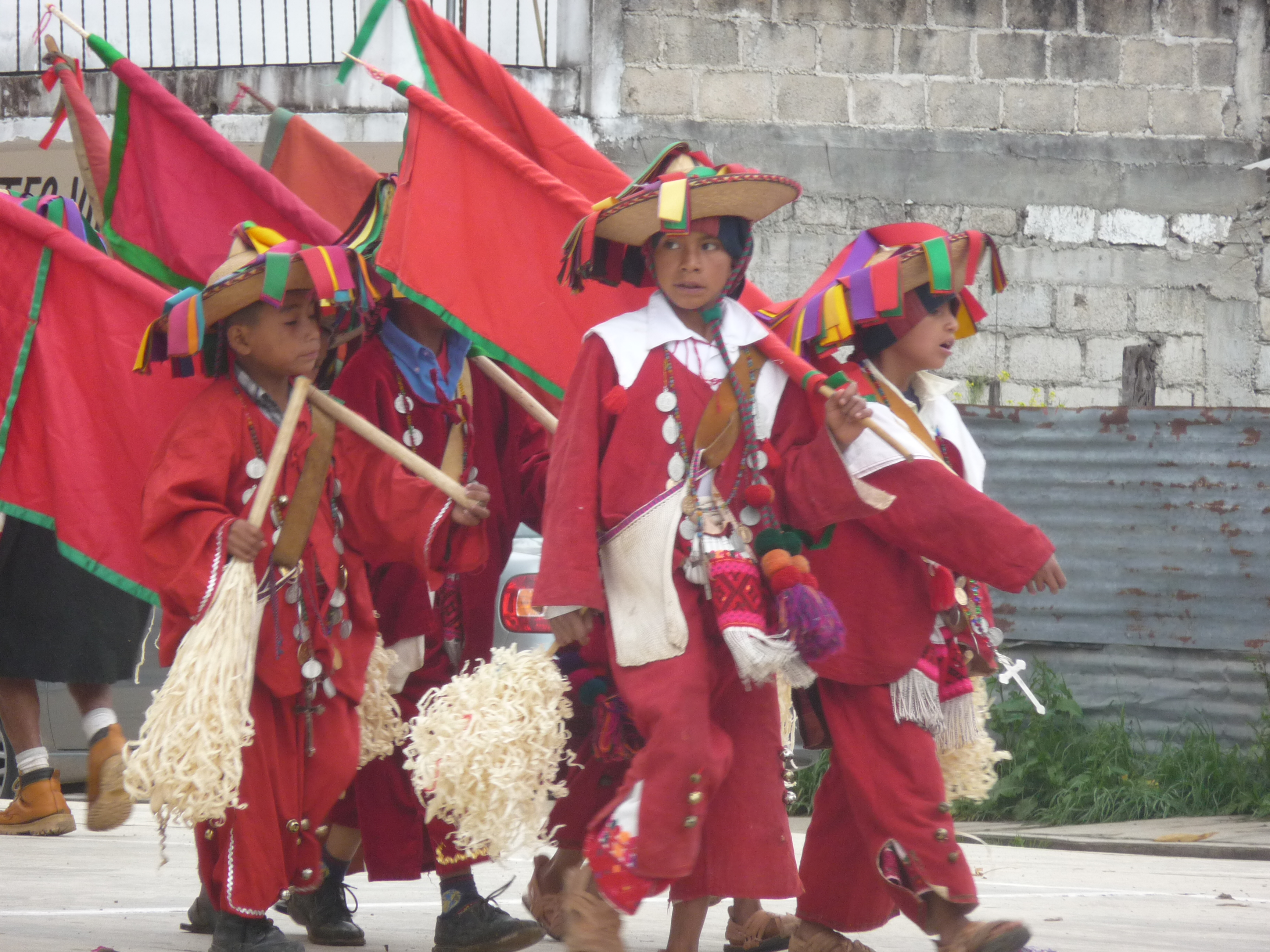
Enfants lors du Carnaval de Tenejapa

Le carnaval de Tenejapa est considéré comme un des plus beaux du Chiapas. Nombre de photographes viennent pour l'immortaliser, chaque année, entre la fin février et début mars.